# قرية أنفه
قرية أنفه هي إحدى قرى عزلة بني الضبيبي - مديرية الجبين - محافظة ريمة في الجمهورية اليمنية. تقع على مرتف جبلي صغير، يحدها من الغرب جبل الصافح، ومن الشرق قرية المراغة، ومن الجنوب قرية الصوبة، ومن الشمال قرية قيطح، ويطل عليها من الجنوب الغربي قرية المحداد. يبلغ عدد سكانها ما يقارب 1500شخص، وبها مسجد جامع، معظم من بها ينتسبون إلى جد واحد.